# 錢莊

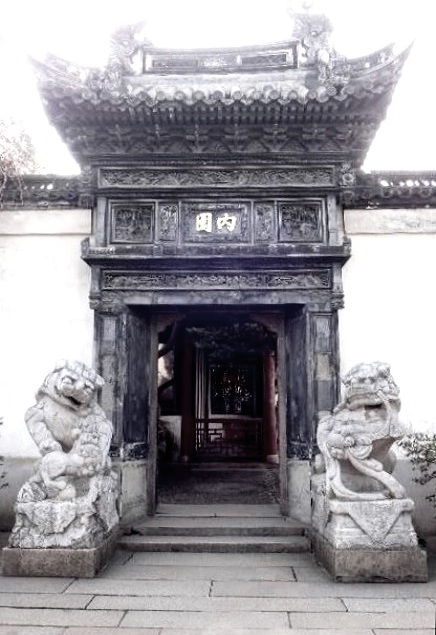
舊上海钱业公所，今位於上海城隍庙豫园。上海許多錢莊最初是由浙江商人建立的，尤其是寧波商人。

錢莊，中國北方稱為銀號、南方稱為錢局，為中國古代一種私人銀行。錢莊最早出現於中國宋朝，主要分布於长江流域、華北及華南地區，在中國持續發展。於中華人民共和國建國後消失。
錢莊最先分別出現在長江三角洲地區、寧波和山西。其業務始於貨幣兌換，及與貨幣兌換相關的存款業務。:序 1早期錢莊的主要服務似乎主要與兌換貨幣有關，因此市場需求促使了錢莊的誕生。後來錢莊進而從事較高風險的業務，包括信用貸款、抵押貸款、長途匯款等。在19世紀中葉，錢莊開始向陷入困境的地方政府提供更多的短期貸款，向國家基金投入更多資金，並開始發行股票。1890年（清光緒16年）時，全中國一共有接近一萬所錢莊。1949年中華人民共和國建國後，開始镇压反革命运动，清算地主與資本家，強制沒收財產，中國各地錢莊陸續被國有化，至1952年時，最後一所錢莊被國有化。此後自宋代以來的錢莊結構在中國大陸基本消失。
錢莊系統是中國帝制時代金融業最具代表性的業務發展形式之一。它在中國金融史乃至中國經濟史上，以及從傳統的中國經濟模式向19世紀後期採用的更為現代化的模式的轉變中，都起著不可或缺的作用。

## 名稱
錢莊在中國各地有不同的名稱，有時會將地名包括在公司的正式名稱中。「錢莊」一詞通常用於長江下游地區的銀行和類似銀行的機構。「銀號」和「錢舖」一詞用於華北地區，尤其是在北京、天津、瀋陽、濟南和鄭州。 在華南地區，錢莊通常被稱為「錢局」或「錢店」。 而所有術語都在徐州，漢口，重慶和成都使用。 僅在漢口，錢莊被一長串別名所指，包括「錢舖」、「錢局」、「錢灘」、「銀局」、「銀樓」、和本地檔案中的「銀舖」和「銀祿坊」等名稱。上海組界較大的中資銀行被稱為「匯劃莊」（信用銀行）、「大同行」、或「入園錢莊」，這些銀行是錢業總公所的成員。 對於較小的上海本地金融機構（例如「非匯劃莊」（非信用銀行）或「小同行」）存在單獨的術語。
在漢口，錢莊分為兩大類：其中一種規模較大的錢莊，稱為「字號」，另一種較小的錢莊則被稱為「門面」。這種「門面」、「字號」的二元劃分大致是基於幾個因素﹕它們的位置，交易規模或範圍。註冊一所字號的名義要求是提交二至五個擔保人的簽名，這些擔保人必須有註冊過的公司。字號通常會從事更多、更廣泛的票據交易，因而需要更多的資金和更好的聲譽，並會發行更大的信用貸款。字號設有一個正式的執行委員會，負責註冊安排和其他管理問題。字號通常位於較偏僻寧靜的小巷，而門面則位於鬧市的行人通道或擁擠的車道上，但這些位置往往更方便進行貨幣兌換和小額貸款服務。

## 與「票號」的分別
「山西票號」是中國另一種形式的私人銀行，在當地被簡稱為「票號」或「晉號」。許多研究中國經濟史的學者經常將「山西票號」與「錢莊」區分開，但是，有些學者則將「山西票號」與「錢莊」相結合，因為它們之間的區別只是山西商人為長期匯款的便利而採取的特許經營策略，山西商人的這種策略與來自其他中國地區的商人，例如江蘇的無錫和浙江的寧波相類似，寧波商人是上海一系列「錢莊」的索賠發起者和支配者。

## 歷史

### 雛型
錢莊的雛型最早出現於宋代的四川，當時稱為「兌換鋪」或「交引鋪」。

### 明代
明代被稱為「錢舖」、或「錢肆」。這些早期的私人銀行是作為獨資企業或作為合伙經營商。多數錢莊往往是負有無限責任的小型獨資企業，這些地方銀行通常靠著各種家族和語族關係互相依存，很少得到地方政府的庇護。 這些早期企業中的很大一部分僅僅是一些商人家族的偏門生意，其中一些還被視為政府官員或地主士紳的投資。較大的錢莊會經營貨幣兑换、存款、貸款和匯款等業務，並在某些情況下發行自己的「莊票」和「錢票」。較大的錢莊會向個人存款發出公司法償票據，這筆法償票據也被附近的商店接受，但是要兌現這些錢，大約需要十至十五天，因為信使必須與發行商店確定，去排除偽造票據的可能性。莊票和錢票有如貨物的提單，但可以不具名並跟隨在現金市場的貿易往來自由流通。後來，錢莊透過同業互聯，方便長途匯款。

### 清代

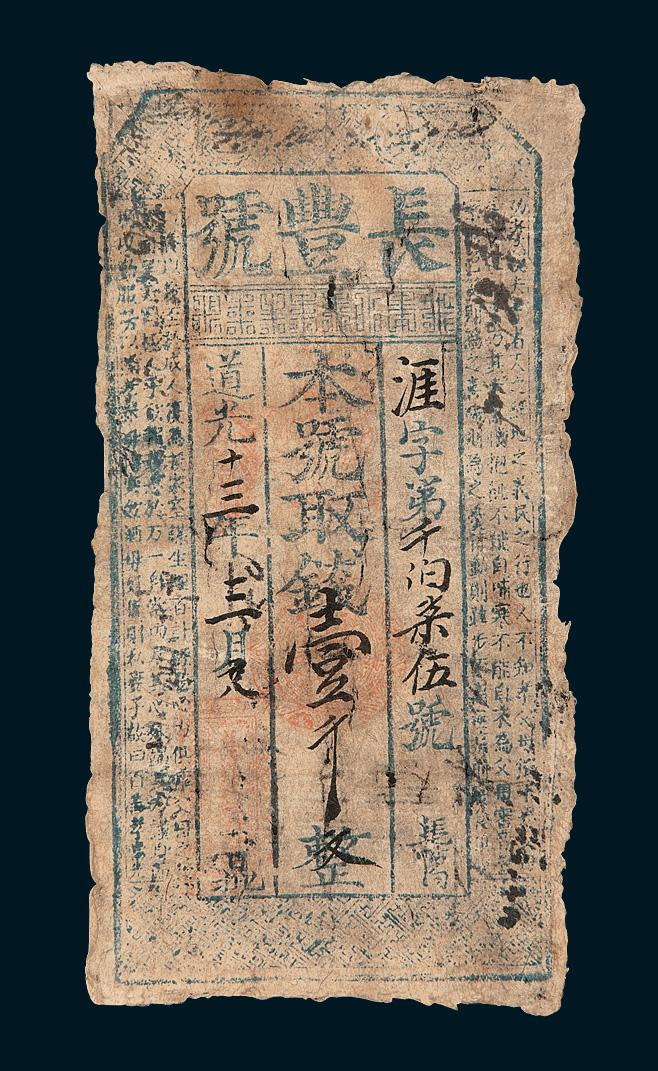
港邑（今洪洞）长丰号钱庄银票一千文，道光十三年（1833年）

清代乾隆年間江浙、福建開始以「錢莊」稱呼。「銀號會館」是北京第一個有記錄的錢業公會，始見於1667年（康熙六年）的清代。 七十年後的1736年（乾隆元年），上海成立了「錢業公所」。錢莊的主要業務是在中國內地發放貸款，以促進與中國沿海地區的貿易和商品交換。 許多錢莊從事與銅幣和銀幣以及外國硬幣的交易，反之亦然，當時中國使用流動匯率的雙金屬（銅銀）貨幣系統。一串繩索上的硬幣數量不定，是即場衡量的，例如一個地區一串可以是980個硬幣，而在另一個地區只能是965個硬幣，這些數字基於錢舖的當地薪金。在清朝，錢鋪經常尋找較舊和較稀有的硬幣，然後以較高的價格賣給硬幣收集者。錢莊的匯款利用龐大的合作夥伴機構網絡進行，這些其他金融機構的所有者通常會來自同一地區，但是這些小型私人銀行中的大多數只能在本地運營。相比之下，華北的金融格局則非常集中於朝廷。
在嘉慶年間（1796年至1820年間），天津成立了「銀號公所」，為一所中央銀行機構。十八世紀後半葉，有106家金融機構成立。
直到1911年（宣統三年）辛亥革命清朝終結之前，中國主要的金融和銀行機構是山西票號，它們專門代表清政府的代理機構從事長途匯款，或向政府官員發於酬金。 在19世紀中葉，錢莊開始向陷入困境的地方政府提供更多的短期貸款，向國家基金投入更多資金，並開始發行股票。錢莊和票號是根據不同的情況創建的，而票號是出於長途匯款的必要而創建的，錢莊最初是為白銀交易市場創建的。 因此，錢莊的業務範圍與票號完全不同，錢莊傾向於從較高的利率中獲利，而較高的利率是他們向中型商家收取的無抵押貸款的費用，而山西票號的利潤更多地依靠佣金。由於其不同的業務模式，一些山西票號會將一些閒置資金存入錢莊的計息帳戶，這意味著錢莊與山西票號之間的關係是合作與互補，而不是對抗競爭。錢莊的大量現金硬幣是從早期的朝代繼承而來的，或者是由皇家造幣廠和私人特許經營的造幣廠被重新鑄造，或者是在其他地方非法鑄造的。現金硬幣的面值通常並不取決於其所含金屬的內在價值。銀純度標準曾經引起了長期的商業糾紛，而許多中國本地檔案館反复地記錄了當時流傳的對硬幣和銀幣偽造的日益注視。早期錢莊的主要服務似乎主要與兌換銀幣有關，因此市場需求自發地產生了錢莊。 通過錢莊與錢莊、錢莊與山西票號、錢莊與國內外商業銀行之間的金融往來，一個相當大的金融網絡被逐漸建立，進行着跨區域貿易、及對外貿易。錢莊系統是中國帝制時代金融業最具代表性的業務發展形式之一。它在中國金融史乃至中國經濟史上，以及從傳統的中國經濟模式向19世紀後期採用的更為現代化的模式的轉變中，都起著不可或缺的作用。
在上海，許多錢莊最初是由浙江商人創造的，尤其是寧波商人。這些商人中有許多將錢莊搬到上海，以此作為融資的一種方法。 到1776年（乾隆四十一年），在乾隆皇帝統治下，上海錢莊業主在豫園建立了一個社團，有會員106名。在漢口，票號比錢莊更早興盛，這可能是由於與政治圈的聯繫。 關於漢口錢莊的起源鮮為人知，這可能是由於他們使用了不同的名稱形容錢莊，或者是由於清初並不重視保存記錄。錢莊在漢口進行的貿易在當地被稱為「銀錢」。在1841年至1850年（道光二十一年至道光三十年）之間，漢口錢莊由江西商人主導，這個時代較大的錢莊一般有大約六千至一萬兩白銀的本錢，平均發行了數十萬張匯票。
據上海錢業公所內園碑記所載，從乾隆四十一年（1776年）到嘉慶元年（1796年）間，上海有記錄的錢莊共有106家之多:序2。上海的錢莊分為三類：匯劃莊、挑打莊、零兌莊，“匯劃莊資本比較厚、營業範圍比較廣，所出的莊票信用度高，流通普遍。通常所稱的上海錢莊，實指匯劃莊。挑打莊的資本比較小，營業範圍也狹窄，對於票據的收解必須委託匯劃莊代理。零兌莊的資本最小，主要業務是零星兌換銀元、輔幣等，以現兌現，又稱作現兌錢莊”。較具有代表性的上海匯劃莊是上海九大錢莊資本家族集團。
在1850年代（道光三十年），清朝的經濟重心開始從廣州轉移到上海。 在太平天國的混亂中，許多中國政府官員和富裕的地主被迫逃離至上海公共租界。這導致上海的錢莊從事房地產投資和證券交易所投機活動，從而擴大了他們的業務範圍。1860年代（咸豐十年），上海的錢莊開始將洋行和外商銀行作為資本的來源。 隨著外商銀行開始向中國市場進行更多投資，這些洋行會通過發行短期貸款（拆款）來滿足中資銀行當時的資金需求。這些貸款是必要的，因為大多數錢莊的貨幣量通常約為70,000白銀。 到1888年（光緒一十四年），最大的錢莊中有62家每年從外商銀行借入數百萬兩白銀。錢莊將從外商銀行得到的資金借貸給從事批發進口產品業務的中國交易員和商人，直到這些商人售完他們的存貨，便能還清債務。這種從外商銀行獲得的隨叫隨到信貸方法被稱為「彩票」。 錢莊與外商銀行之間的這種新型關係是互惠互利的，因為這使傳統的中國銀行可以充當它們與中國商人或清政府之間的中介，這種利益對於在中國開展業務的外國人而言是無價的。
歐洲和日本的銀行有能力在中國的條約港輕易地存放資金，因為這些外資銀行已經與當地的外國貿易公司建立了特殊關係。這些在中國的外國貿易公司已準備好用英鎊兌換當地貨幣。與分散的錢莊相比，這些外資銀行的資本要好得多，這意味著它們所提供的貨幣信貸使中國條約港的對外貿易重新煥發了活力，而這種貿易常常會陷入易貨貿易的格局。
1883年至1885年（光緒九年至光緒一十一年）的中法戰爭，引起一波擠兌風潮。僅在上海，這種擠兌行為，就造成10所錢莊因此倒閉。
錢莊與外資銀行之間的關係被一些主流中國歷史學家宣傳，描繪為外資銀行利用中資銀行作為外資鋪平道路入侵並占領中國市場的一種手段。在2005年的一篇文章中，另一位歷史學家揭穿了這種說法，說明在中國開展業務的外資銀行並未從錢莊所獲得的大部分利潤中獲利，而在錢莊不涉及任何雜項貸款，而在中國開展業務的外國銀行的資產負債表上，這一活動甚至更為微不足道。實際上，有時錢莊（以及其他中國銀行，例如中國通商銀行）甚至會反而應這些外國銀行的要求，把錢借給外國銀行。
在19世紀後半葉，上海擁有大型的中資銀行，它們是信貸機構，而較小的中型銀行是非信貸機構，這些較小的銀行被分為四類，這些類别是根據道家經典文學文本易經中的詞進行分類的，分別是「元」、「亨」、「利」和「貞」。元行和亨行作為分析員和貨幣兌換商或挑打錢莊運作，而利行和貞行專門作為貨幣兌換商或零兌錢莊經營。

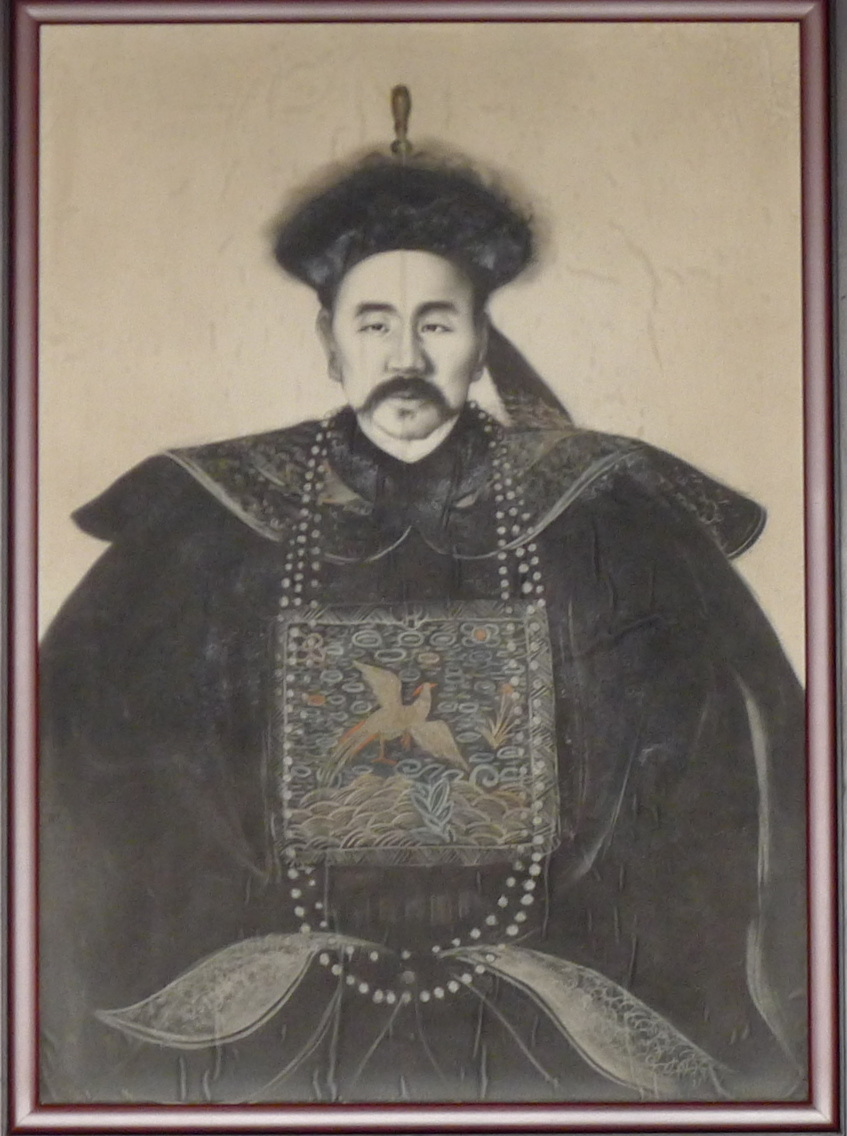
胡雪巖家族名下的錢莊曾遍布上海、杭州、寧波、福州、漢口，及北京。後來胡雪巖的錢莊破產時，由於經濟漣漪效應，連同其他數百家公司一起倒閉，引爆了一場金融災難。

1883年（光緒九年），來自浙江的大亨胡雪巖的業務網絡覆蓋了中國大部分南部地區，然而由於一次災難性的商業決策，胡雪巖被迫宣布破產。胡雪巖花了數百萬兩銀來購買生絲，以試圖壟斷絲綢貿易。但卻遭遇到外商的聯合抵制，導致他以低於收購價的價格出售絲綢，此舉致使他破產。 胡雪巖總共欠下上海四十個錢莊一共56萬兩銀。而這些貸款的違約亦導致大部分上海錢莊破產，此外，由於經濟漣漪效應，數百家其他中國公司也倒閉了，因為它們無法再從這些破了產的錢莊獲得所需的貸款去做生意。這場連鎖效應導致了上海經濟的重大金融衰退。 在1876年（光緒二年），上海總共有105所註冊的錢莊，但到1883年（光緒九年），即經濟崩潰的那一年，在整個上海僅倖存了20所錢莊。

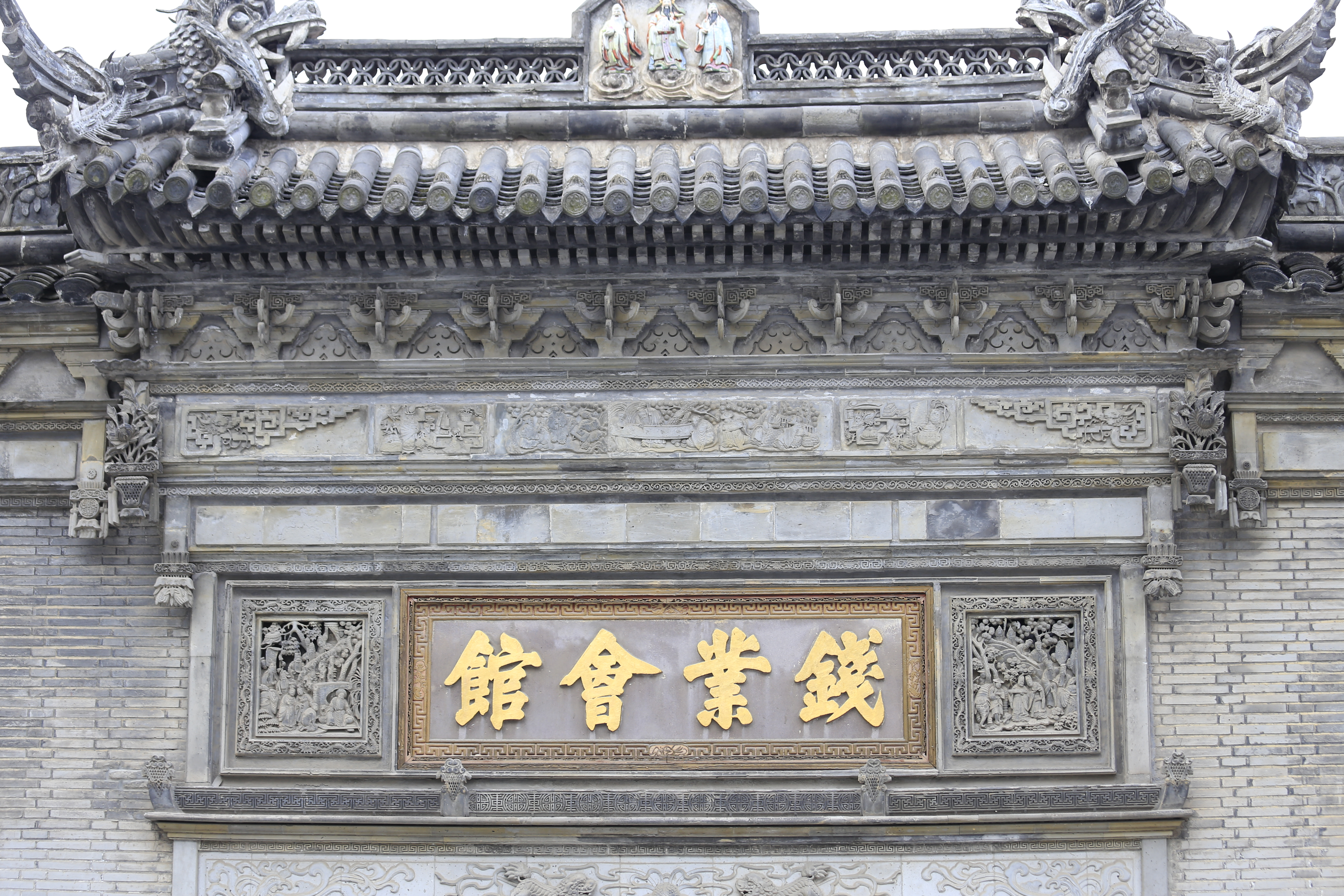
舊寧波錢業會館

在這場崩潰之後，錢莊業有長達十年的恢復期，但是僅僅11年之後的1894年（光緒二十年），市場又遭受了另一場危機的重創。在這段時間裡，從事中國利潤豐厚的鴉片業務的許多公司都非常願意為貸款支付高利率。為了吸引現金儲蓄，一些錢莊會以2至20個百份比的高利率出售莊票。一些錢莊甚至會為其莊票提供驚人的50個百份比的的利率。 至1894年（光緒二十年），幾個錢莊以欺詐方式宣布破產去避免支付莊票承諾的高利率，令錢莊業出現崩壞。這一共導致200萬兩白銀的壞帳，這一事件使錢莊的信誉極大地受損。 為改善壞帳情況，在1890年左右（光緒一十六年），上海較大的中資銀行發明了一種稱為「公單制度」的清關管理形式，「公單制度」以一天為周期。 上海的錢莊會在下午商議，然後著手清理其持有的兌換券和鈔票，這使他們得以結清當天該帳戶的所有索償和負債。
雖然歐洲大陸和日本的銀行都是進入中國市場的後來者，但這些銀行也更願意與中國國內的銀行業接洽。外資銀行如法國的東方匯理銀行，俄國的華俄道勝銀行，以及日本的橫濱正金銀行在幫助天津鹽商克服因義和團而遭受的損失方面，發揮了關鍵作用。
錢莊和整個中國銀行業的結構以及外資銀行在中國的經營方式存在很大差异，這部分是由於不同類型銀行的地理分佈造成的。像錢莊這樣的中資銀行比外資銀行有一個優勢，那就是它們能夠在廣闊的中國腹地運作，而這些腹地遠遠超出了外國銀行必須遵守的條約口岸範圍。然而，在中國的條約口岸內，這些外國銀行公司享有治外法權，這與當地的錢莊不同，它保護它們不受中國政府干預。但由於它們只限於中國的通商口岸，大多數外資銀行不會在中國其他城市設立任何分支機搆，但值得注意的是，北京是一個政治上高度重要和非常敏感的都市。
雖然上海的錢莊是中國金融格局現代化的一個非常成功的故事，但掌管上海錢莊的大亨們在廣闊的中國內地幾乎沒有行使任何權力，只控制了中國東部的銀行業，在那個時代，天津市統治著中國北方的銀行業，廣州統治著中國南部，漢口統治著華中。雖然上海發揮了重要作用，但中國的農產品貿易仍然嚴重依賴於其他地方更傳統的錢莊。漢口作為一個腹地都市，受諸多地方制約因素的影響更大，儘管存在這些局限性，但漢口是中國第二大商埠，在這一時期，漢口通常被稱為「中國的芝加哥」，同時與上海保持著密切的聯系。上海的外資銀行與上海的錢莊，以及漢口的外資銀行與漢口的錢莊之間的關係大體上是相似的，但現代學術界對這一課題的興趣主要集中在上海。就像上海的錢莊是如何受他們行會的法律約束一樣，漢口的錢莊也有類似的制度。
錢莊與在華外資銀行的差距，也可能源於晚清時期中國改革者過分強調紙幣發行是現代銀行業的一個决定性組成部分。這些改革者很快就指出，清朝中國的制度弱點是為什麼外國銀行能够從允許它們經營的條約口岸發行法定紙幣中收回利潤的一個原因。中國銀行業的傳統做法是，中國的銀行業通常會忽視中國銀行業的傳統要求。晚清時期的改革者們會懇求皇帝創建政府管理的銀行，以應對外國經濟對中國經濟的入侵。儘管中國銀行業和經濟都在尋求現代化，這些改革者提出的論點與清朝早期官僚們的觀點沒有實質性的不同，他們試圖說服滿清政府將失敗的大清保朝和戶部官票作為王朝衰落導致咸豐通貨膨脹的靈丹妙藥。但是，在這一時期，貨幣話語發生了很大的變化，儘管1850年代的改革者因為他們的建議而受到了嚴厲的責備，但1890年代的改革者可以不受懲罰地提出更大膽的主張，例如建議中國政府採用金本位。
由於清朝政府財政嚴重緊張，他們不得不面臨與19世紀50年代一樣的困境，即如何在不引起嚴重通貨膨脹的情况下保留財政收入，從而引起群眾的大規模抵制，同時也不會把更多的中央權力交給銀行和金融機構。清朝政府在19世紀90年代和19世紀經常受到優柔寡斷和相互衝突的政策的破壞，這些政策將排除帝國政府與私人金融和貨幣領域之間任何持久的協同作用。到了19世紀50年代，甚至可能更早，這種中央貨幣政策的缺陷使得私人投資的英國貿易公司和英王英印金融機構能够利用這種情況，並意味著它們可以在中國沿海的貿易都市和港口繁榮發展。
1896年（光緒二十二年）夏，應張之洞的要求，湖北省政府在武昌市創建了湖北官錢局。1897年（光緒二十三年）1月，湖北關前局在漢口市又設立了一家分行。儘管它是在1890年代由中國省級政府建立的，但它並不是一個現代風格的銀行，而是一個省擁有的錢莊。 湖北關前局武昌分局和漢口分局發行了一系列銀幣，稱為湖北官票。在地方政府開始限制錢莊公開發行莊標鈔票的同時，這批由張氏錢幣廠和省級稅收支持的新系列鈔票將在當地流通，並在發行初期享有良好聲譽，這一事實在一定程度上應歸功於張和他的政策。然而，到了1926年，湖北官票的發行變得不穩定，情况發生了變化。湖北關前局武昌分行和漢口分行都在1927年破產，這導致了另一家銀行的成立，即湖北銀行。
張之洞或許已經開啟了中國貨幣史的新篇章，但學術界的爭論仍在質疑，他的行為是否有助於振興中國老化的貨幣體系。劉雲認為，張的行為事實上可能導致了這個系統比最初更混亂，通過引入一家省級銀行（本案中稱為錢莊），他開創了其他省份效仿的先例，導致清政府失去了對中國貨幣體系的控制。 張的行為也不利於漢口錢莊的成功，1899年，得知漢口市有103個錢莊後，他訓示下屬將這個數位减少到理想數位100個，而且這個數位必須永遠保持下去。張之洞還表示，每年的抗洪救災募捐應該繼續下去，現有錢莊需要每年繳交400至600兩銀子，新錢莊則是1000兩。在這一時期，大量的欺詐和偽造被報導，為了解决這個問題，張命令貿易普查必須徹底，並通過錢莊自己進行的貿易相互治理來承擔更多的責任。然而，他的命令没有得到貫轍實行，也沒有解决任何報告中提及的問題。

### 中華人民共和國時期
中華人民共和國於1949年建國後，於1950年開始進行鎮壓反革命運動。傳統錢莊經營者，如查樞卿等人，被劃為地主與反革命份子，進行逮捕及槍殺，其財產被沒收為公有。至1952年時，所有錢莊都被國有化，在中國消失。

## 票樣

### 地方民間銀號、錢莊鈔券
| 图案                                                                   | 正面 | 背面                                                                                              | 面值          | 發行日期            | 備註 |
| ---------------------------------------------------------------------- | --- | ------------------------------------------------------------------------------------------------- | ------------- | ------------------- | --- |
| 直式江南裕甯官銀錢局壹串文票 光緒10年發行 （页面存档备份，存于）       | 綠、紅色調 龍形、銀兩圖像、 江南裕甯官銀錢局、 「此票〇交納本省公款及關稅鹽刻釐金」、 「憑票發〇制錢壹串文」 「如有私刻假票者照私鑄例治罪」等字樣。                  | 黑色調 告示文字。                                                                                 | 壹串文        | 光緒10年（1884年）  | 版別：江南裕甯官銀錢局壹串文票 （页面存档备份，存于） 印製年版：光緒10年（1884年） 發行地區：大陸地區 鈔券尺寸(毫米)：       |
| 直式光緒官銀票（取市帖錢叁吊整） 光緒 年發行 （页面存档备份，存于）    | 藍色調 龍形、銀兩圖像， 卜魁、西集廠、萬興福、 「憑帖取市帖錢叁吊整」等字樣。                                                                                        | 紅色調 告示文字。                                                                                 | 叁吊整        | 光緒 年             | 版別：光緒官銀票（取市帖錢叁吊整） （页面存档备份，存于） 印製年版：光緒 年 發行地區：大陸地區 鈔券尺寸(毫米)：              |
| 直式湖南官錢壹兩票 光緒30年發行 （页面存档备份，存于）                 | 黑、綠色調 雙龍搶珠形圖像、 寶徐、江蘇宿遷縣、 「此票准完納本省丁漕及關稅鹽刻釐金」、 「憑票發（省）平銀壹兩整」 「如有私刻假票者照私鑄例治罪」等字樣 及紅色官章戳。 | 黑色調 告示文字。                                                                                 | 壹兩          | 光緒30年（1904年）  | 版別：湖南官錢壹兩票 （页面存档备份，存于） 印製年版：光緒30年（1904年） 發行地區：大陸地區 鈔券尺寸(毫米)：                 |
| 直式江蘇宿遷縣寶徐錢莊銅圓壹仟文票 光緒32年發行 （页面存档备份，存于） | 橘、黑色調 雙龍搶珠形圖像，寶徐錢莊篆字章、 「此票准完納本省丁漕及關稅鹽刻釐金」、 「憑票發〇銅元壹千文整」、 「認票不認人」等字樣 及紅色「宿遷縣寶徐錢莊」官章戳。  | 無                                                                                                | 壹仟文        | 光緒32年（1906年）  | 版別：江蘇宿遷縣寶徐錢莊銅圓壹仟文票 （页面存档备份，存于） 印製年版：光緒32年（1906年） 發行地區：大陸地區 鈔券尺寸(毫米)： |
| 直式江西鐵路銀錢號銅圓壹佰枚兌換券 宣統元年發行 （页面存档备份，存于） | 黑色調 雙龍搶珠形、火車圖像， 「開設九江西門外後街」、 「江西鐵路銀錢號」、 「憑票發各省當十銅元壹百枚」、 「認票不認人」等字樣 及紅色「鐵路銀錢號」官章戳。         | 棕色調 告示文字及「此票在省城 鐵路銀號兌銅元玖拾捌枚」 等字樣                                     | 十銅圓 壹佰枚 | 宣統元年（1909年）  | 版別：江西鐵路銀錢號銅圓壹佰枚兌換券 （页面存档备份，存于） 印製年版：宣統元年（1909年） 發行地區：大陸地區 鈔券尺寸(毫米)： |
| 直式宣統官錢壹仟文票 宣統 年發行 （页面存档备份，存于）                | 藍色調 人形、多帆帆船圖像， 「臺東鎮」、「壹」、 「憑票付足銅元京錢壹千整」、 「此票壹千為度概付銅元」等字樣。                                                       | 橘色調 財神圖像，「青島」、 「大馬路」、「不許打失票」、 數字「1」、及英文 「HANG CHONG」等字樣。 | 十銅圓 壹佰枚 | 宣統 年（未執付票） | 版別：宣統官錢壹仟文票 （页面存档备份，存于） 印製年版：宣統 年（未執付票） 發行地區：大陸地區 鈔券尺寸(毫米)：              |

## 編年史
- 1667年（康熙6年），「銀號會館」於北京成立，是中國第一個有記錄的錢業公會。
- 1776年（乾隆41年），上海一眾錢莊業主在豫園建立了「錢業公所」，有106個會員。
- 1853年（咸豐3年），清廷為籌集軍需，發行「戶部官票」和「大清寶鈔」，錢莊易業。
- 1858年（咸豐8年），上海有120家錢莊，其中50家規模較小。
- 1883年（光緒9年），上海道台对钱庄闭门欠款潜逃者的处罚：120两以上充军，1000两以上发黑龙江安置当差，1万两以上拟绞监候，钧勒限追赔，不完治罪。
- 1890年（光緒16年），中國首家「票據交換所」設立於興仁里。之後的40多年中，直到1933年華商銀行業票據交換所成立，上海華商銀行和錢莊的票據，都在此清算。
- 1902年（光緒28年），「官銀號」於天津設立，是天津第一個官辦金融機構及新式銀行，也是中國第二家官辦金融機構。
- 1913年（民國2年），北洋政府接管天津官銀號，在原址成立直隸省銀行。
- 1919年（民國8年/大正8年），山西省銀行成立，省政府的《取締各縣紙幣規則》，限制錢莊活動。
- 1928年（民國17年/昭和3年），直隸省銀行關閉。國民政府在該址建立了河北省銀行。
- 1952年，最後一所錢莊被國有化，自宋代以來的錢莊結構在中國大陸基本消失。

## 參照
- 山西票號
- 上海九大錢莊資本家族集團
- 廣州嘉華銀號
- 香港明德銀號
- 户部 (官署)
- 大清銀行
- 中国通商银行
- 中国银行
- 中华民国中央银行
- 中國通貨膨脹 (1938年-1950年)
- 中華民國貨幣 (大陸時期)
- 山東貨幣史
- 地下錢莊

## 延伸閱讀
1. 《金融話舊》洪葭管中國金融出版社
2. 《晚清錢莊和票號研究》張國輝中華書局89年版
3. 《山西票號研究集》山西財經學院山西票號史料課題組
4. 《近代中國金融業管理》人總行金融研究所金融歷史研究組編
5. 山西錢莊、當鋪、票號
6. 香港歷史博物館2007年11月至2008年3月展覽：《從錢莊到現代銀行：滬港銀行業發展展覽》 （页面存档备份，存于）
7. 星島日報2007年11月22日A19版《每日雜誌》版：《見證150年華洋錢莊興衰》
8. 杜恂誠（上海財經大學經濟學院教授）：《近代上海錢莊業的興衰變遷》
9. 朱蔭貴（中國社會科學院研究員、復旦大學歷史系教授）：《大分流之後的與時俱進-傳統錢莊業在近代中國的變化與特點》